# أل جيوردانو
أل جيوردانو (بالإنجليزية: Al Giordano)‏ هو صحفي أمريكي، ولد في 31 ديسمبر 1959 في البرونكس في الولايات المتحدة.